# Radar de conduite de tir
Pour les articles homonymes, voir radar (homonymie).

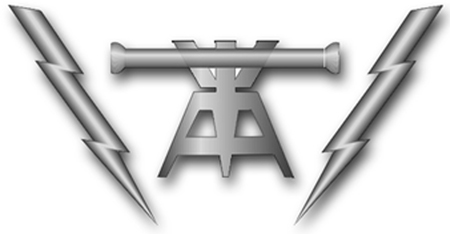
Insigne des Fire Controlmen de la Marine américaine.

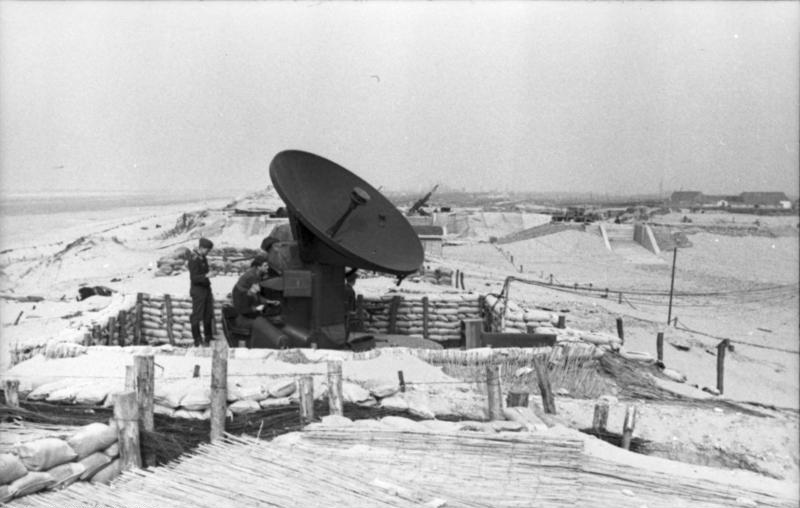
Radar Würzburg utilisé par les Allemands durant la Seconde guerre mondiale pour guider le tir de la DCA du mur de l'Atlantique

Un radar de conduite de tir est un radar conçu spécialement pour fournir des informations (essentiellement l'azimut de la cible, son altitude, sa distance et sa vitesse) à un système dit « de conduite de tir » pour calculer une solution de tir (c'est-à-dire pour fournir les informations nécessaires au pointage des armes pour atteindre la cible). Un radar qui suit en continu une seule cible est appelé un « radar de poursuite ». La plupart des radars militaires de ce type servent également au contrôle de tir et les deux noms sont utilisés de manière interchangeable.
Ce type de radar émet généralement un faisceau d'ondes radioélectriques étroit et puissant pour assurer des informations de poursuite précises et minimiser le risque de perdre la trace de la cible. Certains radars modernes sont équipés du système track while scan qui permet au radar d'allouer une partie de ses ressources à la poursuite de la cible (ou des cibles), tandis qu'une autre partie est affectée au balayage et à la surveillance de l'espace. Grâce à ce dispositif le radar peut être utilisé à la fois comme radar de tir et comme radar de surveillance. Pour cela, soit le radar commute entre les deux modes (balayage du secteur de surveillance ou émission d'impulsions directes vers la cible à poursuivre), soit il utilise une antenne réseau à commande de phase pour générer deux (ou plus) faisceaux radars distincts en les affectant chacun à une tâche.

## Phases de fonctionnement
Les radars de conduite de tir opèrent selon trois phases distinctes :
- Phase d'inscription et de guidage

Dans un premier temps le radar de tir doit être dirigé manuellement vers la cible de manière approximative en raison de l'étroitesse de son faisceau. Cette phase prend fin avec l'accrochage de la cible par le radar ;
- Phase d'acquisition

Le radar de tir passe en phase d'acquisition lorsque le radar pointe à proximité de la cible. Au cours de cette phase le système lance une recherche dans la zone déterminée selon un mode prédéterminé jusqu'à ce que la cible soit localisée et enregistrée. Cette phase se termine lorsque le missile est lancé ;
- Phase de poursuite

Le radar commence la phase de poursuite lorsque la cible est localisée. Le système est alors verrouillé sur l'objectif. Cette phase est terminée lorsque la cible est atteinte ou détruite.

## Performances
La performance d'un radar de conduite de tir dépend principalement de deux facteurs, sa résolution et les conditions atmosphériques. Le pouvoir de résolution du radar est sa capacité à distinguer deux cibles proches l'une de l'autre. La grande difficulté consiste à augmenter cette résolution. Dans le cas d'un radar de tir basique, la résolution peut être améliorée en le faisant fonctionner sur une fréquence de répétition des impulsions élevée et en l'équipant d'un récepteur à haute sensibilité. La résolution en azimut est le plus souvent optimisée en utilisant un faisceau étroit (un ou deux degrés). 
Les performances du radar peuvent également être affectées par les conditions atmosphériques comme le gradient vertical d'humidité, l'inversion de température ou la présence de poussières. Le gradient vertical d'humidité et l'inversion de température sont souvent à l'origine de propagation par conduits ionosphériques dans laquelle l'énergie radioélectrique est courbée en traversant des couches atmosphériques alternativement chaudes et froides. Ce phénomène peut soit approcher, soit éloigner l'horizon du radar selon la façon dont les ondes sont déformées. La poussière — de la même manière que les gouttes d'eau — atténue la puissance radioélectrique ce qui conduit à une nette diminution de la portée. Dans les deux cas, le radar sera moins sensible aux conditions atmosphériques si l'on réduit sa fréquence de répétition des impulsions (mais, comme en diminuant cette fréquence on perd en résolution, on est amené à rechercher le meilleur compromis).

## Contre-mesures
La plupart des radars de conduite de tir ont des caractéristiques propres comme leur fréquence radio, leur durée et leur fréquence de pulsation ou encore leur puissance. Ces éléments aident à l'identification du radar et, par conséquent, du système de tir qu'il contrôle. Le personnel qui recueille ces données obtient ainsi des informations tactiques importantes comme la portée maximale des missiles ou les failles qui pourraient être exploitées. Au cours de la guerre froide, les radars de tir soviétiques étaient souvent identifiés ce qui permettait aux pilotes de l'Otan de connaitre précisément la menace que représentaient les signaux radars qu'ils détectaient.

## Types

### Radars au sol

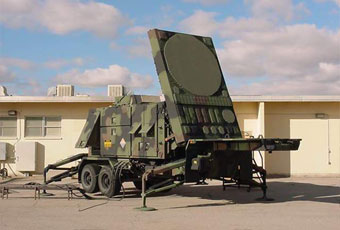
Radar du système Patriot

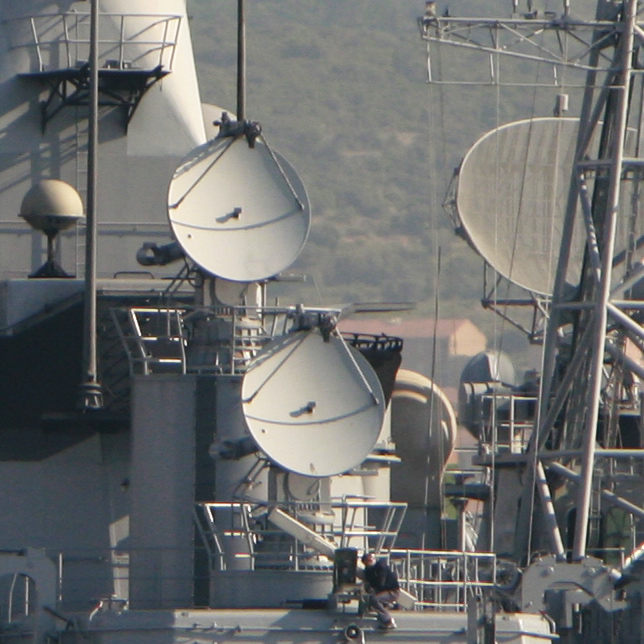
Antennes du radar de conduite de tir du système maritime d’interception TARTAR.

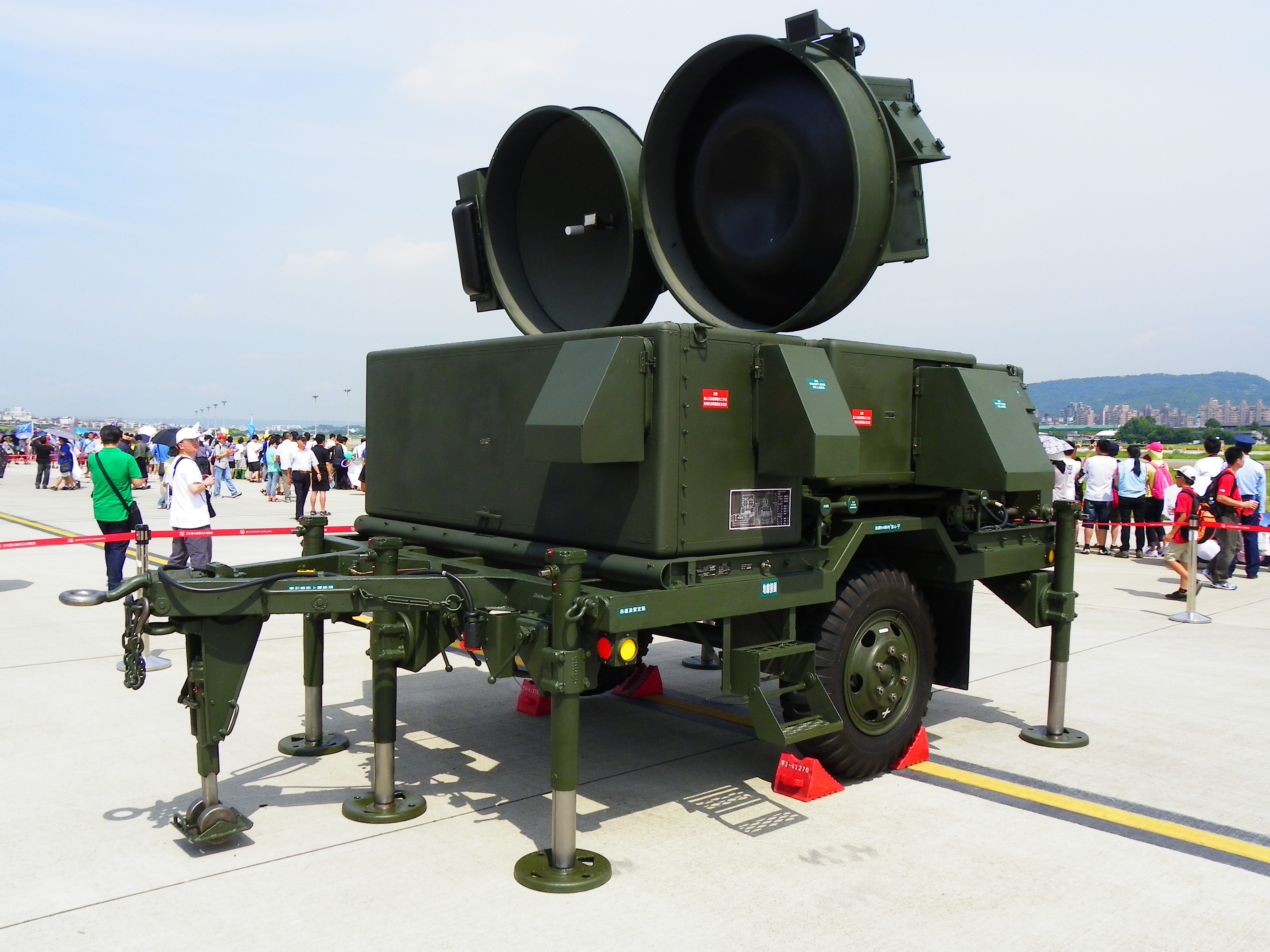
Radar de conduite de tir/d'acquisition de cible (en onde continue - Continuous Wave Acquisition Radar -CWAR) du MIM-23 Hawk.

Le premier radar de conduite de tir est le SCR-268. Un des radars de tir les plus réussis, le radar SCR-584, a été largement utilisé par les Alliés avec efficacité pendant la Seconde Guerre mondiale pour les batteries de canons anti-aériens. Depuis la Seconde Guerre mondiale, l'armée de terre américaine utilise le radar pour conduire les tirs de missiles anti-aériens y compris le MIM-23 Hawk, les missiles Nike et, actuellement, les MIM-104 Patriot.

### Radars maritimes
Comme exemples de radars de tir actuellement en service dans l'United States Navy on peut citer :
- le Mk 95 — émetteur à porteuse continue (OTAN RIM-162 ESSM) ;
- le Mk 92 — à système d'antennes associées (Mk 75 Gun, successeur du RIM-66 Standard) ;
- l'AN/SPG-62 — émetteur à porteuse continue (Aegis) ;
- le SPQ-9B — à effet doppler pulsé (Canon de 5 pouces/54 calibres Mark 45).

### Radars aériens
Après la Seconde Guerre mondiale, les radars de tir embarqués ont évolué du simple système AN/APG-36 lance-roquette installé sur le F-86D Sabre vers le radar tridimensionnel à balayage électronique basé sur le AN/APG-81 embarqué par le F–35.